# Hermann Sasse

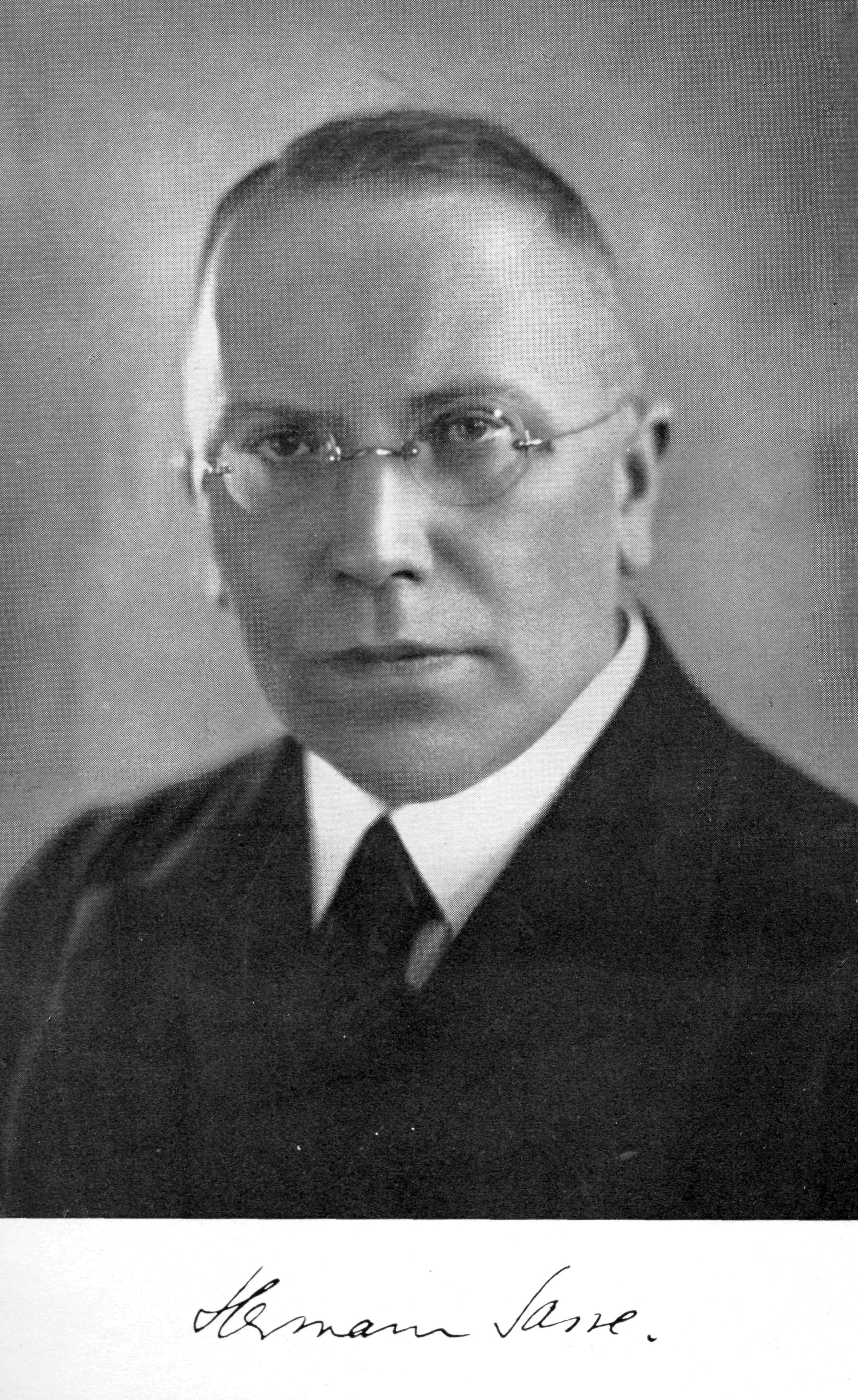
Hermann Sasse, teólogo luterano alemão, autor e pastor, é considerado um dos principais teólogos do luteranismo confessional no século XX.

Hermann Otto Erich Sasse (17 de julho de 1895 - 9 de agosto de 1976) foi um pastor, autor e teólogo luterano alemão, considerado um dos principais teólogos do luteranismo confessional no século XX.
Hermann Sasse nasceu em 17 de julho de 1895 na cidade de Sonnewalde, na região da Baixa Lusácia, Alemanha. Sasse era filho de Hermann Sasse, um farmacêutico, e sua esposa Maria Berger. Em 1913, o jovem Sasse iniciou seus estudos em teologia e filologia antiga na Universidade de Berlim. Seus estudos foram interrompidos pela Primeira Guerra Mundial. Hermann Sasse foi soldado da infantaria alemã durante a Grande Guerra, tendo sido um dos únicos seis homens de seu batalhão a sobreviver à guerra de trincheiras em Flandres .
Durante o início de sua carreira na teologia, Sasse esteve sob a influência do liberalismo teológico de seus professores, dos quais se destaca Adolf Harnack. Foi ordenado ao ministério pastoral em 13 de junho de 1920 na Igreja de São Mateus em Berlim e depois serviu em várias paróquias em Brandemburgo. Tendo obtido a licenciatura em teologia em 1923, Sasse passou o período de um ano (1925-1926) como estudante de intercâmbio no Hartford Theological Seminary, nos Estados Unidos, onde obteve o grau de mestre, vindo a retornar à Alemanha para assumir o cargo de professor na Universidade de Erlangen.
Em 11 de setembro de 1928, Hermann Sasse se casou com Charlotte Margarete Naumann na Igreja de São Nicolau, em Oranienburg, na Alemanha. O casal teve três filhos. Durante a Grande Depressão, Sasse atuou como Sozialpfarrer (pastor com funções sociais) entre operários industriais em Berlim.
Durante este período, Sasse se tornou uma figura ativa no movimento ecumênico. Em 1927, Sasse participou como delegado e tradutor da primeira conferência mundial do Movimento Fé e Ordem em Lausanne, Suíça. Em 1932, ele também participou da Conferência para a Redução e Limitação de Armamentos em Genebra.
No início da década de 1930, como membro do Movimento da Igreja Confessante, liderado por Martin Niemöller,  Hermann Sasse foi um crítico mordaz do Partido Nazista e do novo chanceler alemão, Adolf Hitler. Embora não tenha assinado a Declaração de Barmen de 1934, Sasse foi um dos coautores, junto a Dietrich Bonhoeffer, do primeiro rascunho da Confissão de Bethel de 1933, que abordava o tratamento dispensado aos judeus. No entanto, em 1934, Sasse retirou-se do movimento da Igreja Confessante por acreditar que este indevidamente estava tomando para si a autoridade da igreja.
Em 1933, Hermann Sasse se tornou professor de história da igreja da Universidade de Erlangen, na Baviera. Em 1935, o governo nazista confiscou seu passaporte. No entanto, por sua popularidade enquanto professor, Sasse recebeu a proteção do reitor da faculdade, possibilitando que continuasse a desenvolver seu trabalho durante o regime nazista.
Em 1948, Sasse se opôs à formação da Igreja Evangélica na Alemanha, em parte por sua desconfiança contra faculdades de teologia sustentadas pelo Estado. Como resultado, ele se juntou a uma igreja luterana independente.
Em 1949, Sasse emigrou para a cidade australiana de Adelaide, Austrália do Sul, onde serviu no corpo docente do Seminário Immanuel da Igreja Evangélica Luterana Unida da Austrália. Sasse esteve fortemente envolvido no esforço de fusão eclesiástica de sua denominação com a Igreja Evangélica Luterana na Austrália, que resultou na criação da Igreja Luterana da Austrália em 1966.
Sasse permaneceu envolvido nos debates globais sobre o luteranismo. Nos Estados Unidos, Sasse era chamado de "Sr. Luterano", sendo um correspondente regular com líderes luteranos norte-americanos e de outras localidades. Notável voz conservadora no Luteranismo, sua pesquisa teológica concentrou-se nas Escrituras como Palavra de Deus e na Eucaristia . Ele esteve envolvido com o diálogo católico romano-luterano na Austrália desde o seu início.
Sasse aposentou-se da atividade docente em 1969. A República Federal da Alemanha o nomeou para a Ordem do Mérito. Em 9 de agosto de 1976, Hermann Sasse morreu em um incêndio em sua casa em North Adelaide, sendo enterrado no Cemitério Centennial Park.